# Политички мит
Политички мит је идеолошки наратив који пласира најчешће влаајућа елита, а у коју верују одређене друштвене групе.

## Дефиниција
1975. Хенри Тјудор је овај појам дефинисао у књизи Политички мит. Он је рекао да се верује да су митови истинити, чак и ако су лажни, и да су то наративи са драматичним конструкцијама које се користе "како би се ухватило у коштац са стварношћу". Политички митови се једноставно баве политичким темама и увек користе групу људи као хероја или протагонисте.Кристофер Г. Флод је 2001. описао радну дефиницију политичког мита као „идеолошки обележеног наратива који има за циљ да пружи истинит приказ прошлих, садашњих или предвиђених политичких догађаја и који је у суштини прихваћен као валидан од стране друштвена група“.
Године 1946. Ернст Касирер је описао политичку теорију у свом Миту о држави.
Т. Л. Тхорсон је 1973. године написао у 4. издању Историје политичке теорије: „Ознака модерног ума је да може експлицитно да створи 'мит' као начин да утиче на друге (као што, на пример, Платон чини у делу Република).

## Функција
Према Тјудору, оно што мит преобликује у политички по природи је његов предмет  то је политика. Да би се политички наратив претворио у мит, наратив о догађајима мора бити приказан у драматичној форми и мора послужити као практични аргумент.
Тудор дефинише драмску форму, наводећи „заиста постоји критични догађај на основу којег људи могу да поређају своје садашње искуство, али се дотични догађаји сматрају као да су се десили у прошлости. боље разумети када се разбије на следеће компоненте: (1) мит пружа теоријски аргумент, који је инкорпориран у (2) идеологију која подржава мит пружањем практичног аргумент.
Сваки мит има свог протагониста/херојску фигуру која представља одређену заједницу која је предодређена да створи морално кохерентан свет који усмерава активности заједнице ка овом циљу.  Митски наративи у политичком дискурсу могу се кретати од прича о пореклу (митова о оснивању) које препричавају. успостављање заједнице, приписивање политичког постојања заједници заснованој у будућности (често утопијска визија), до обнављања политичке заједнице која је престала да постоји.
Иако и мит и идеологија носе одређене вредности и веровања, идеологија пружа практичан аргумент укорењен у представљању прошлих искустава заједнице као кохерентним, омогућавајући им да схвате своје садашње околности и често, као резултат тога, пружајући заједницама циљеве за будуће активности. 
Мит се сматра политичким митом када наратив пружа идеолошки обележен приказ прошлости, садашњости и будућности политичке заједнице. Идеолошки обележен, наратив носи „претпоставке, вредности и циљеве повезане са специфичном идеологијом... која преноси имплицитни позив на пристанак на одређено идеолошко становиште.“
Укратко, политички митови нуде „приказ прошлости и будућности у светлу којих се садашњост може разумети.“ Успех политичког мита зависи од тога да се практични аргумент прихвати као истинит.

## Примери
Примери који се наводе као политички митови укључују Манифест субине, Сукоб цивилизација и националне митове.